# TAT (авиакомпания)
TAT — бывшая региональная французская авиакомпания, существовавшая с 1968 по 1996 год.
Базировалась в аэропорту Тур Валь-де-Луар , Тур, Франция.

## История
В июле 1989 года 35 % акций ТАТ приобрела Air France.

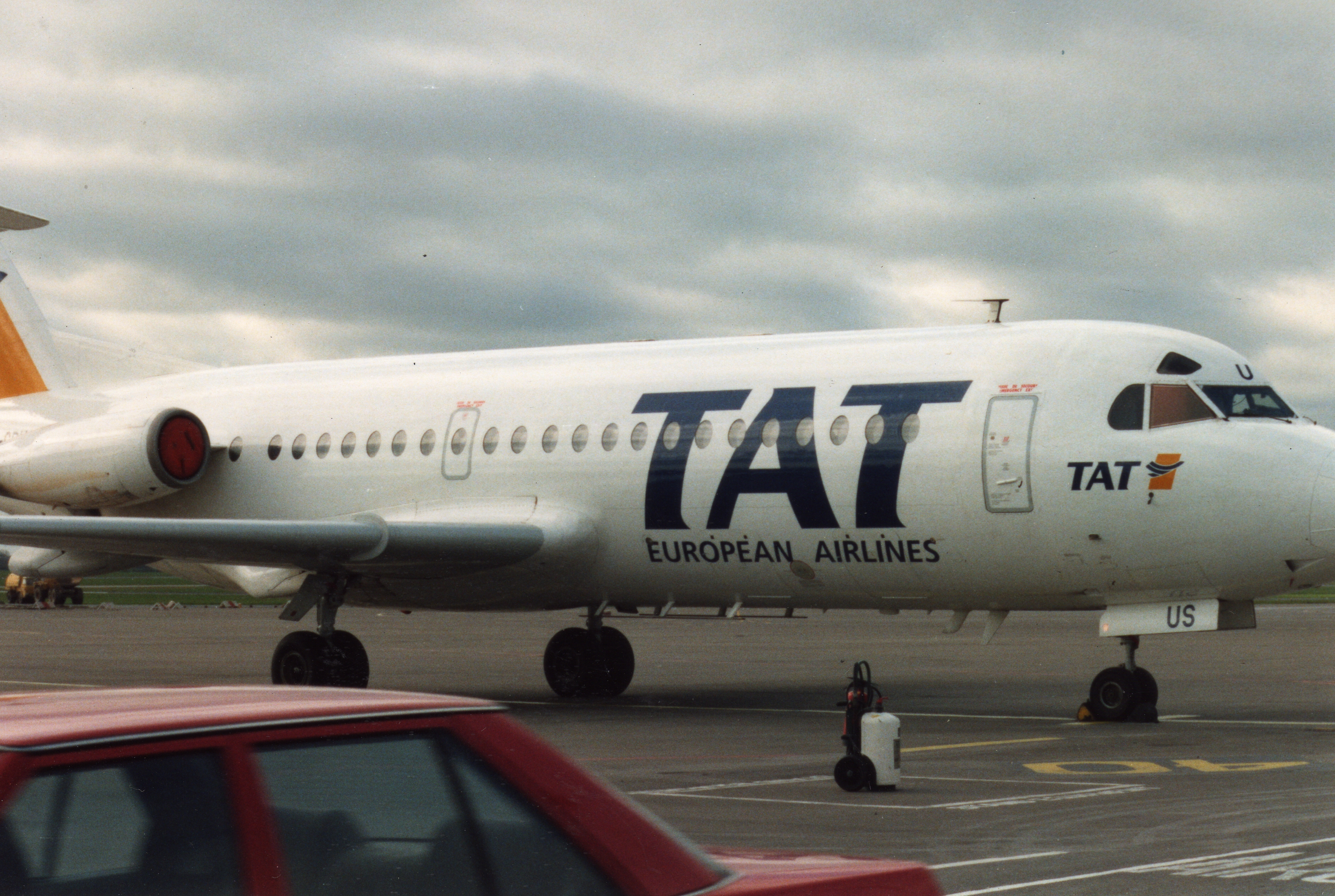
Fokker F28 авиакомпании TAT в аэропорту Дублина, 1993 год

## Авиапроисшествия
2 июля 1975 года самолёт Beech 99 (регистрационный номер F-BTQE), вылетающий из Нанта в Брест, разбился на взлете из-за пожара 2-го двигателя. В результате самолёт упал на близлежащую железнодорожную линию. Все восемь человек, находящихся на борту, в том числе оба пилота и шесть пассажиров, погибли.
5 июля 1979 года стоящий земле в аэропорту Париж-Шарль де Голль самолёт Fairchild F-27A (регистрационный номер F-GBRS) с 18 пассажирами на борту в результате инцидента был поврежден. Ни один из пассажиров самолёта не пострадал. Самолёт впоследствии был списан как не подлежащий ремонту.
4 сентября 1983 самолёт Beech 99 (регистрационный номер F-BUYG) был поврежден при аварийной посадке в Туре. О травмах среди пассажиров самолёта не сообщалось. Самолёт списан как не подлежащий ремонту.
Ранним утром 4 марта 1988 года самолёт Fairchild Hiller FH-227Bs компании (регистрационный номер F-GCPS), выполняющий регулярный рейс 230 из Нанси в Париж-Орли во время снижения внезапно потерял управление из-за неисправности электрической системы. Это, в свою очередь, вызвало быструю потерю высоты. Самолет ударился об линию электропередач и разбился близ Фонтенбло. Погибли все 23 человека (два пилота, один бортпроводник и 20 пассажиров).